# 西尔维斯特·恩蒂班通加尼亚
西尔维斯特·恩蒂班通加尼亚（英語：Sylvestre Ntibantunganya，1956年5月8日—）是蒲隆地政治人物，他曾經在1993年12月至1994年10月1日期間擔任蒲隆地國民議會議長，並且在1994年4月6日至1996年7月25日期間擔任蒲隆地總統。